# Caisabe
Caisabe (Kaisabe) ist eine Aldeia des Sucos Camea (Verwaltungsamt Cristo Rei, Gemeinde Dili). 2015 lebten in Caisabe 218 Einwohner.

## Lage
Caisabe liegt im Südosten des Sucos Camea. Nordwestlich befindet sich die Aldeia Aidac Bihare und westlich die Aldeia Buburlau. Im Nordosten grenzt Caisabe an den Suco Hera. Südöstlich und südlich liegt die Gemeinde Aileu mit ihrem Suco Acumau (Verwaltungsamt Remexio).
Die Besiedlung besteht nur aus kleinen Weilern und einzeln stehenden Häusern.